# Oberlandesgericht Arnsberg
Das Oberlandesgericht Arnsberg (bis 1835: Hofgericht Arnsberg) war von 1816 bis 1849 ein preußisches Oberlandesgericht mit Sitz in Arnsberg.

## Geschichte
Im Rahmen des Reichsdeputationshauptschlusses 1803 war das Herzogtum Westfalen an die Landgrafschaft Hessen-Darmstadt gekommen. Als höchstes Gericht innerhalb des Herzogtums wurde das Hofgericht Arnsberg eingerichtet. (Siehe auch Liste der Gerichte im Großherzogtum Hessen). In Folge des Wiener Kongresses kam das Herzogtum Westfalen 1816 an Preußen und wurde dort in den neugegründeten Regierungsbezirk Arnsberg eingegliedert. In Preußen wurden die Gerichte auf Ebene des Regierungsbezirks seit 1808 als Oberlandesgerichte bezeichnet und die Eingangsgerichte als Land- und Stadtgericht. Im Regierungsbezirk Arnsberg blieb man zunächst bei den bisherigen Bezeichnungen.
Im Jahre 1817 wurde noch das ehemalige Fürstentum Siegen (nun Kreis Siegen) aus dem Regierungsbezirk Koblenz in den Regierungsbezirk Arnsberg überführt, entsprechend kamen die dortigen Gerichte zum Hofgericht Arnsberg. Im Jahre 1835 wurde der Name des Hofgerichts Arnsberg auf Oberlandesgericht Arnsberg geändert. Die bisherigen Stadtgerichte und Justizämter wurden in Land- und Stadtgerichte umgewandelt.
Nach der Justizreform von 1849 wurden die Oberlandesgerichte aufgehoben und durch Appellationsgerichte (hier das Appellationsgericht Arnsberg) ersetzt. 1879 wurden diese erneut durch Oberlandesgerichte, hier das Oberlandesgericht Hamm abgelöst.

## Untergerichte
Dem Hofgericht Arnsberg waren folgende Gerichte nachgeordnet:
| Gericht                                  | Sitz          | Anmerkungen |
| ---------------------------------------- | ------------- | --- |
| Berggericht Eslohe                       | Eslohe        | 1837 nach Siegen verlegt |
| Justizamt Arnsberg                       | Arnsberg      | |
| Justizamt Attendorn                      | Attendorn     | |
| Justizamt Balve                          | Balve         | |
| Justizamt Belecke                        | Belecke       | |
| Justizamt Bilstein                       | Bilstein      | |
| Justizamt Brilon                         | Brilon        | |
| Justizamt Burbach                        | Burbach       | |
| Justizamt Erwitte                        | Erwitte       | |
| Justizamt Eslohe                         | Eslohe        | |
| Justizamt Fredeburg                      | Fredeburg     | |
| Justizamt Freudenberg                    | Freudenberg   | Ging 1834/1835 im Land- und Stadtgericht Siegen auf |
| Justizamt Gesecke                        | Gesecke       | |
| Justizamt Hilchenbach                    | Hilchenbach   | |
| Justizamt Marsberg                       | Marsberg      | |
| Justizamt Medebach                       | Medebach      | |
| Justizamt Menden                         | Menden        | |
| Justizamt Meschede                       | Meschede      | |
| Justizamt Netphen                        | Netphen       | Ging 1834/1835 im Land- und Stadtgericht Siegen auf |
| Justizamt Neunkirchen                    | Neunkirchen   | |
| Justizamt Oestinghausen                  | Oestinghausen | |
| Justizamt Olpe                           | Olpe          | |
| Justizamt Rüthen                         | Rüthen        | |
| Justizamt Siegen                         | Siegen        | Ging 1834/1835 im Land- und Stadtgericht Siegen auf |
| Justizamt Werl                           | Werl          | |
| Stadtgericht Brilon                      | Brilon        | |
| Stadtgericht Freienohl                   | Freienohl     | |
| Stadtgericht Hüsten                      | Hüsten        | |
| Stadtgericht Medebach                    | Medebach      | |
| Stadtgericht Siegen                      | Siegen        | Ging 1834/1835 im Land- und Stadtgericht Siegen auf |
| Standesherrliches Justizamt Berleburg    | Berleburg     | Die Gerichtsbarkeit des Fürstlich Sayn-Wittgenstein-Berleburgischen Justizamtes über die Stadt Berleburg wurde 1828 vom Fürsten an den preußischen Staat abgetreten und das Gericht wurde dann als Königlich Preußisches Fürstlich Wittgensteinsches Land- und Stadtgericht zu Berleburg bezeichnet. |
| Standesherrliches Justizamt Wittgenstein | Wittgenstein  | |

Ab 1835 wurde das Hofgericht als Oberlandesgericht Arnsberg bezeichnet. Die Eingangsgerichte wurden in den Folgejahren in Land- und Stadtgerichte umgewandelt. Zum 1. Januar 1839 erfolgte eine systematische Umwandlung. Das Justizamt Oestinghausen ging dabei ganz (nun als Teil des Land- und Stadtgerichts Soest), das Justizamt Menden teilweise (nun als Teil des Land- und Stadtgerichts Iserlohn) an das Oberlandesgericht Hamm über. Der Rest des Justizamts Menden ging an das Land- und Stadtgericht Arnsberg. Umgekehrt wechselte das Königliches und Fürstlich Lippesches Gesamtgericht Lippstadt vom Oberlandesgericht Hamm zum Oberlandesgericht Arnsberg. Dem Oberlandesgericht Arnsberg waren folgende Gerichte nachgeordnet:
| Gericht                                                      | Sitz        | Anmerkungen |
| ------------------------------------------------------------ | ----------- | --- |
| Land- und Stadtgericht Arnsberg                              | Arnsberg    | Mit einer Gerichtskommission in Balve |
| Land- und Stadtgericht Attendorn                             | Attendorn   | |
| Land- und Stadtgericht Brilon                                | Brilon      | |
| Landgericht Burbach                                          | Burbach     | |
| Land- und Stadtgericht Erwitte                               | Erwitte     | Mit einer Gerichtskommission in Geseke |
| Land- und Stadtgericht Fredeburg                             | Fredeburg   | |
| Land- und Stadtgericht Hilchenbach                           | Hilchenbach | |
| Land- und Stadtgericht Marsberg                              | Marsberg    | |
| Land- und Stadtgericht Laasphe                               | Laasphe     | |
| Land- und Stadtgericht Medebach                              | Medebach    | |
| Land- und Stadtgericht Meschede                              | Meschede    | |
| Land- und Stadtgericht Olpe                                  | Olpe        | |
| Land- und Stadtgericht Rüthen                                | Rüthen      | |
| Land- und Stadtgericht Siegen                                | Siegen      | Das Land- und Stadtgerichts Siegen wurde 1834/1835 durch die Vereinigung der Justizämter Netphen, Freudenberg, Siegen und des Stadtgerichts Siegen gebildet |
| Land- und Stadtgericht Werl                                  | Werl        | |
| Land- und Stadtgericht Berleburg                             | Berleburg   | |
| Königliches und Fürstlich Lippesches Gesamtgericht Lippstadt | Lippstadt   | vorher Oberlandesgericht Hamm |
| Berggericht Siegen                                           | Siegen      | Bis 1837 Berggericht Eslohe, 1837 an das Bergamt Siegen verlegt.                                                                                            |